# Phratora americana
Phratora americana är en skalbaggsart som först beskrevs av Schaeffer 1928.  Phratora americana ingår i släktet Phratora och familjen bladbaggar.

## Underarter
Arten delas in i följande underarter:
- P. a. americana
- P. a. canadensis